# نیل برد
نیل بْرُد (انگلیسی: Neil Broad؛ زاده ۲۰ نوامبر ۱۹۶۶) یک تنیس‌باز اهل بریتانیا است.